# Eleições municipais de Corumbá em 2004
As eleições municipais da cidade brasileira de Corumbá ocorreram em 3 de outubro de 2004 para eleger um prefeito, um vice-prefeito e 15 vereadores para a administração da cidade. O prefeito titular era Eder Brambilla, do Partido da Social Democracia Brasileira (PSDB), que não poderia concorrer à reeleição.
Os candidatos que disputaram a cadeira de prefeito foram: Marco Antônio Monje (PSTU), Ruiter Cunha (PT) e Sandro Fabi (PMDB). Ruiter foi eleito com uma vantagem de quase 20% sobre o segundo colocado.

## Candidatos
| Partido | Nome do candidato | Nome do candidato a vice | Partido |
| ------- | ----------------- | ------------------------ | ------- |
| PSTU    | Professor Monje   | Professor Pedro Granzer  | PSTU    |
| PT      | Ruiter Cunha      | Juliano                  | PDT     |
| PMDB    | Sandro Fabi       | Julietinha               | PFL     |

## Resultados

### Prefeito
| Candidato(a)             | Vice                           | Turno único 3 de outubro de 2004 | Turno único 3 de outubro de 2004 |
| Candidato(a)             | Vice                           | Total                            | Percentagem                      |
| ------------------------ | ------------------------------ | -------------------------------- | -------------------------------- |
| Ruiter (PT)              | Juliano (PDT)                  | 26.588                           | 55,25%                           |
| Sandro Fabi (PMDB)       | Julietinha (PFL)               | 17.041                           | 35,41%                           |
| Professor Monje (PSTU)   | Professor Pedro Granzer (PSTU) | 4.492                            | 9,33%                            |
| → Total de votos válidos | → Total de votos válidos       | 48.121                           | 95,44%                           |
| → Votos em branco        | → Votos em branco              | 518                              | 1,02%                            |
| → Votos nulos            | → Votos nulos                  | 1.780                            | 3,53%                            |
| Total                    | Total                          | 50.419                           | 81,8%                            |
| Abstenções               | Abstenções                     | 11.212                           | 18,19%                           |
| Total de inscritos       | Total de inscritos             | 61.631                           | 100%                             |

#### Gráficos
| \| Turno único - Esquema Gráfico \| Turno único - Esquema Gráfico \| Turno único - Esquema Gráfico \| Turno único - Esquema Gráfico \| Turno único - Esquema Gráfico \| \| ----------------------------- \| ----------------------------- \| ----------------------------- \| ----------------------------- \| ----------------------------- \| \| \| \| \| \| \| \| Ruiter \| Ruiter \| \| 55,25% \| 55,25% \| \| Sandro Fabi \| Sandro Fabi \| \| 35,41% \| 35,41% \| \| Professor Monje \| Professor Monje \| \| 9,33% \| 9,33% \| \| Brancos e Nulos \| Brancos e Nulos \| \| 4,55% \| 4,55% \| \| Abstenções \| Abstenções \| \| 18,19% \| 18,19% \| |                 |  |        |        |
| Turno único - Esquema Gráfico |                 |  |        |        |
| |                 |  |        |        |
| Ruiter | Ruiter          |  | 55,25% | 55,25% |
| Sandro Fabi | Sandro Fabi     |  | 35,41% | 35,41% |
| Professor Monje | Professor Monje |  | 9,33%  | 9,33%  |
| Brancos e Nulos | Brancos e Nulos |  | 4,55%  | 4,55%  |
| Abstenções | Abstenções      |  | 18,19% | 18,19% |

### Vereadores
Os eleitos foram remanejados pelo coeficiente eleitoral destinado a cada coligação. Abaixo a lista com o número de vagas e os candidatos eleitos. O ícone  indica os que foram reeleitos.
| Candidato(a)      | Partido | Votação       |    |       |
| ----------------- | ------- | ------------- | -- | ----- |
| Candidato(a)      | Partido | Marcelo Iunes | PP | 2.300 |
| Marquinhos        | PT      | 1.450         |    |       |
| Roberto Façanha   | PMDB    | 1.375         |    |       |
| Antônio Galã      | PT      | 1.293         |    |       |
| Dirceu Miguéis    | PMDB    | 1.143         |    |       |
| Mohamad Abdallah  | PMDB    | 1.116         |    |       |
| Salatiel          | PSDB    | 1.112         |    |       |
| Cristina Lanza    | PT      | 1.101         |    |       |
| Maria Maria       | PDT     | 1.083         |    |       |
| Alberto Guimarães | PTB     | 727           |    |       |
| Evander           | PP      | 554           |    |       |